# Stephen Madsaleh
Stephen Ponidie Prijadie Madsaleh is een Surinaams politicus. Van 2005 tot 2025 was hij lid van De Nationale Assemblée (DNA).

## Biografie
Madsaleh is afkomstig uit het district Nickerie. Hij was in 2018 lid van PV-2020 in oprichting, een afsplitsing van de Politieke Vleugel van de FAL (PVF). Toen Soedeshchand Jairam in oktober 2018 besloot de PVF te verlaten, besloten Madsaleh en Hadji Abdul Ilahibaks met Jairam zich aan te sluiten bij de Vooruitstrevende Hervormings Partij (VHP), die op dat moment de belangrijkste oppositiepartij was.
In december 2019 werd zijn kandidatuur bekend gemaakt voor de 
verkiezingen van 2020. Hij deed voor de VHP mee op nummer 4 van de lijst van Nickerie en werd met 1068 stemmen achter zich gekozen tot lid van DNA. Hier werd hij op 29 juni 2020 geïnstalleerd.
Tijdens de verkiezingen van 2025 stond hij op nummer 34 van de lijst van de VHP.